# Slørugle
Slørugle (Tyto alba) er en mellemstor, lys ugle med et karakteristisk hjerteformet ansigt. Den har sorte øjne. Det er en ugle på 33-39 centimeter og med et vingefang på 85-93 centimeter. Hunnen vejer mere end hannen, nemlig 330-460 g.
Den yngler i Danmark mest i åbne staldbygninger. Da Danmark er artens nordgrænse i Europa svinger antallet af ynglepar meget, men i øjeblikket (2007) er der ret mange ynglepar – over 300. Den lægger 4-7 æg og får 1-2 kuld om året. Æggene ruges i 30-32 dage, og ungerne er uafhængige af forældrene efter 55-65 dage. Sløruglen yngler gerne i redekasser. Ynglebestanden er vurderet som sårbar på den danske rødliste.
Udover i Danmark yngler sløruglen over det meste af verden.
Sløruglen spiser mest spidsmus og smågnavere, som den jager over åbne marker, enge og moser om morgenen og i skumringen.